# Jesse Witten
Jesse Witten (Naples, Florida, 15 de outubro de 1982) é um tenista profissional estadunidense, seu melhor ranking de N. 163 em simples.